# Campeonato Africano de Atletismo de 2024 - Salto triplo masculino
A prova do salto triplo masculino do Campeonato Africano de Atletismo de 2024 foi disputada no dia 25 de junho, no Estádio de Japoma, em Duala, nos Camarões.

## Recordes
Antes desta competição, os recordes mundiais e do campeonato nesta prova eram os seguintes:
|                       | Nome                 | Nacionalidade  | Distância | Local          | Data                 |
| --------------------- | -------------------- | -------------- | --------- | -------------- | -------------------- |
| Recorde mundial       | Jonathan Edwards     | Reino Unido    | 18m 29 cm | Gotemburgo     | 7 de agosto de 1995  |
| Recorde do campeonato | Andrew Owusu         | Gana           | 17m 23cm  | Dakar          | 19 de agosto de 1998 |
| Recorde africano      | Hugues Fabrice Zango | Burquina Fasso | 17m 82cm  | Székesfehérvár | 6 de julho de 2021   |

## Medalhistas
| Ouro                       | Prata                   | Bronze                       |
| Hugues Fabrice Zango (BUR) | Chengetayi Mapaya (ZIM) | Raymond Nkwemy Tchomfa (CMR) |

## Cronograma
Todos os horários são locais (UTC+1).
| Data        | Hora  | Evento |
| ----------- | ----- | ------ |
| 25 de junho | 15:45 | Final  |

## Resultado final
A final ocorreu dia 25 de junho às 15:45.
| Posição           | Atleta                 | Nacionalidade  | #1    | #2    | #3    | #4    | #5    | #6    | Resultado | Notas |
| ----------------- | ---------------------- | -------------- | ----- | ----- | ----- | ----- | ----- | ----- | --------- | ----- |
| Medalha de ouro   | Hugues Fabrice Zango   | Burquina Fasso | 17.18 | x     | 16.67 | 16.98 | x     | 16.61 | 17.18     |       |
| Medalha de prata  | Chengetayi Mapaya      | Zimbabwe       | 16.87 | 16.70 | 16.43 | 16.30 | x     | x     | 16.87     |       |
| Medalha de bronze | Raymond Nkwemy Tchomfa | Camarões       | 14.92 | 14.64 | 15.74 | 15.64 | 15.67 | 16.16 | 16.16     |       |
| 4                 | Yoann Awhansou         | Benim          | 15.11 | 15.64 | 16.07 | 15.70 | 15.69 | 16.12 | 16.12     |       |
| 5                 | Amath Faye             | Senegal        | x     | 16.00 | x     | 16.12 | 13.64 | x     | 16.12     |       |
| 6                 | Yacouba Loué           | Burquina Fasso | 15.77 | 15.90 | 15.74 | 15.03 | 15.66 | 15.69 | 15.90     |       |
| 7                 | Marcel Mayack          | Camarões       | 15.67 | 15.67 | 15.88 | x     | 15.58 | 15.78 | 15.88     |       |
| 8                 | Roger Haitengi         | Namíbia        | 15.56 | 15.28 | 15.13 | x     | 15.49 | x     | 15.56     |       |
| 9                 | Kitchman Ujulu         | Etiópia        | 15.55 | 14.07 | 15.25 |       |       |       | 15.55     |       |
| 10                | Derick Gama            | Camarões       | 15.52 | 15.48 | x     |       |       |       | 15.52     |       |
| 11                | Goodness Iredia        | Nigéria        | x     | 15.50 | x     |       |       |       | 15.50     |       |
| 12                | Gilbert Pkemoi         | Quênia         | 15.32 | x     | 15.38 |       |       |       | 15.38     |       |
| 13                | Isaac Kirwa Yego       | Quênia         | 14.73 | 15.23 | 15.19 |       |       |       | 15.23     |       |
| 14                | Charles Okello         | Uganda         | 14.84 | 14.60 | x     |       |       |       | 14.84     |       |

Legenda
| Recorde mundial       | Recorde mundial (World record)               |                       | Recorde africano                      | Recorde africano (African) |                                           | Q | Classificado por posição (Qualified) |
| Recorde do campeonato | Recorde do campeonato (Championship record)  | Recorde da América    | Recorde da América (Americas)         | q                          | Classificado por melhor tempo (Qualified) |   |                                      |
| Melhor marca do ano   | Melhor marca do ano (World leading)          | Recorde asiático      | Recorde asiático (Asian)              | DNS                        | Não largou (Did not start)                |   |                                      |
| Recorde nacional      | Recorde nacional (National record)           | Recorde europeu       | Recorde europeu (European)            | DNF                        | Não terminou (Did not finish)             |   |                                      |
| Recorde pessoal       | Recorde pessoal do atleta (Personal best)    | Recorde da Oceania    | Recorde da Oceania (Oceania)          | DSQ / DQ                   | Desclassificado (Disqualified)            |   |                                      |
| Recorde da temporada  | Recorde da temporada do atleta (Season best) | Recorde sul-americano | Recorde sul-americano (South America) | NM                         | Sem marca (No mark)                       |   |                                      |